# Angiotensine-converterend enzym
Angiotensine-converterend enzym  (ACE) is een glycoproteïne.
Het heeft een moleculair gewicht tussen de 129 kDa en 480 kDa. De grote variatie in het molecuulgewicht geeft aan dat het enzym in verschillende polymeervormen kan voorkomen. In endotheelcellen van longcapillairen wordt het enzym geproduceerd. Het enzym is een dipeptidylcarboxypeptidase dat C-terminale dipeptiden afsplitst van oligopeptiden zoals angiotensine I en bradykinine.
ACE wordt geproduceerd in het endotheel van de longen en de nieren en zet angiotensine I om in angiotensine II. Het gevormde angiotensine II leidt tot vasoconstrictie en aldosteron productie in de bijnierschors. Ook kan ACE bij bradykinine, dat vaatverwijdend werkt, dipeptiden afsplitsen.
Als men ACE inhibeert met een ACE-remmer, kan hoesten een nevenwerking zijn door een toename van bradykinine. Dit kan optreden op ieder moment van de behandeling. Een alternatieve therapie is die van de sartanen.

## ACE als laboratoriumbepaling
ACE kan in het laboratorium gemeten worden voor patiënten die sarcoïdose ofwel de ziekte van Besnier-Boeck-Schaumann hebben. De test wordt gebruikt om de diagnose te stellen, beloop van de ziekte en het effect van een therapie te vervolgen. De test bepaalt de hoeveelheid ACE in het bloed. Veel patiënten met sarcoïdose, maar zeker niet alle, hebben een verhoogde ACE-waarde in bloed.
Een ACE-bepaling alleen is voor het stellen van de diagnose sarcoïdose niet genoeg. Vaak zal de dokter ook een longfunctieonderzoek en een lysozymtest aanvragen.
Verhoogde ACE-waarden kunnen ook voorkomen bij een verhoogde schildklierwerking, suikerziekte en alcoholisme. Daarom bekijkt een arts niet alleen de laboratoriumuitslag, maar is het onderzoek van en gesprek met de patiënt net zo belangrijk.

Het renine-angiotensine-aldosteronsysteem